# Edward Kienholz

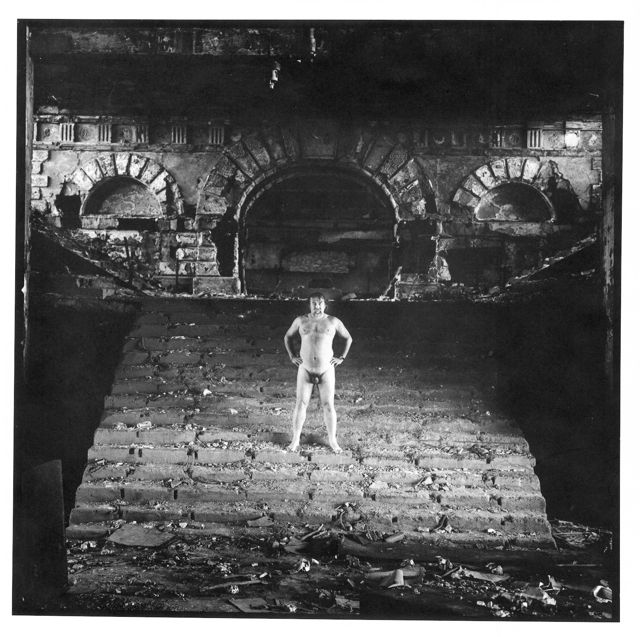
Edward Kienholz portraied by Lothar Wolleh

Edward Kienholz (Fairfield, Washington, 23 de outubro de 1927 - Hope, Idaho, 10 de junho de 1994) foi um artista de instalações estado-unidense cujo trabalho foi uma grande crítica dos vários aspectos da vida moderna. Ele frequentemente recebeu a colaboração de sua esposa, Nancy Reddin Kienholz a partir de 1972 até a sua morte. Coletivamente, eles são referidos como "Kienholz". Desde o final da década de 1950 elaborou exposições-ambientes em tamanho natural (povoadas de figuras simbólicas e peças de sucata) carregadas de impiedosa crítica social.

## Início do desenvolvimento artístico
Edward Kienholz cresceu em uma fazenda na parte oriental do estado de Washington. Aprendeu carpintaria e mecânica em sua juventude. Estudou no Colégio de Educação de Washington Oriental e, por um curto período, no Colégio Whitworth em Spokane, mas não recebeu qualquer formação artística formal. Depois de uma série de empregos, como o de enfermeiro em um hospital psiquiátrico, diretor de uma banda de música, vendedor de carros usados, prestador de serviço de bufê, decorador e de vendedor de aspirador de pó, Kienholz se estabeleceu em Los Angeles, onde ele se envolveu com as artes. 
Juntamente com outros artistas avant-garde na área, ele abriu galerias de arte. Em 1956 fundou a NOW Gallery. Em 1957 Kienholz iniciou a Ferus Gallery com Walter Hopps. Em 1961 completou a sua primeira instalação, "Roxys", que causou uma agitação na exibição da documenta "4" em 1968. 
Apesar de sua falta de formação artística formal, Keinholz começou a utilizar os seus conhecimentos em mecânica e carpintaria na produção de pinturas em colagem e relevos feito com materiais recolhidos das avenidas e ruas da cidade. Em 1960 ele se retirou da Ferus Gallery para se concentrar em sua arte, criando objetos suspensos e enormes figuras geométricas. As montagens de Kienholz feitas com objetos do cotidiano são às vezes vulgares, brutais e horríveis, confrontando o espectador com perguntas sobre a existência humana e a desumanidade da sociedade do século XX. Devido a sua linguagem satírica e não convencional, seu trabalho tem sido freqüentemente relacionado ao movimento de arte do medo fundado em San Francisco na década de 1960.

## Colaboração com Nancy Reddin
No início da década de 1970, Kienholz recebeu uma doação que lhe permitiu trabalhar em Berlim com sua esposa e colaboradora, Nancy Reddin, que ele havia conhecido em 1972 em Los Angeles. Seu trabalho foi muito bem recebido pela crítica especializada, principalmente da Europa. Seus mais importantes trabalhos durante esse período foram os Volksempfänger (aparelhos de rádio do período Nacional Socialista na Alemanha). Em 1973 ele foi o artista convidado do Serviço Alemão de Intercâmbio Acadêmico em Berlim e em 1975 recebeu o Guggenheim Award. Em 1977 abriu "A Fé e Caridade" na Hope Gallery com Nancy Reddin. Desde o tempo da exposição Die Kienholz-Frauen na Galeria Maeght em Zurique, 1981, seu trabalho foi em co-autoria com sua esposa. Em 1973, Kienholz e Reddin se mudaram para Los Angeles para a cidade de Hope, Idaho e pelos próximos vinte anos eles dividiram seu tempo entre Berlim e Idaho. Kienholz morreu em Idaho em 1994.